# Heliophanus tristis
Heliophanus tristis là một loài nhện trong họ Salticidae.
Loài này thuộc chi Heliophanus. Heliophanus tristis được Wanda Wesołowska miêu tả năm 2003.